# Condado de Fremont (Idaho)
O Condado de Lincoln é um dos 44 condados do Estado americano do Idaho. A sede do condado é St. Anthony, que é também a sua maior cidade. O condado tem uma área de 4910 km² (dos quais 75 km² estão cobertos por água), uma população de 11 819 habitantes, e uma densidade populacional de 2,4 hab/km² (segundo o censo nacional de 2000). O condado foi fundado em 1893. Recebeu o seu nome como homenagem ao explorador e político John Charles Frémont.